# Os tendinis calcanei
Os tendinis calcanei is de benaming voor een accessoir voetwortelbeentje dat soms als extra ossificatiepunt ontstaat gedurende de embryonale ontwikkeling. Bij de mensen bij wie het botje voorkomt, ligt het botje in de achillespees (tendo calcanei), vlak bij de aanhechting aan het hielbeen. De aanwezigheid van een extra teen op deze plek is beschreven.
Op röntgenfoto's wordt een os tendinis calcanei soms onterecht aangemerkt als afwijkend, losliggend botdeel of als fractuur.